# Spermacoce
Spermacoce là một chi thực vật có hoa trong họ Thiến thảo (Rubiaceae).
Tên Việt Nam Rau tràn đồng

## Hình ảnh

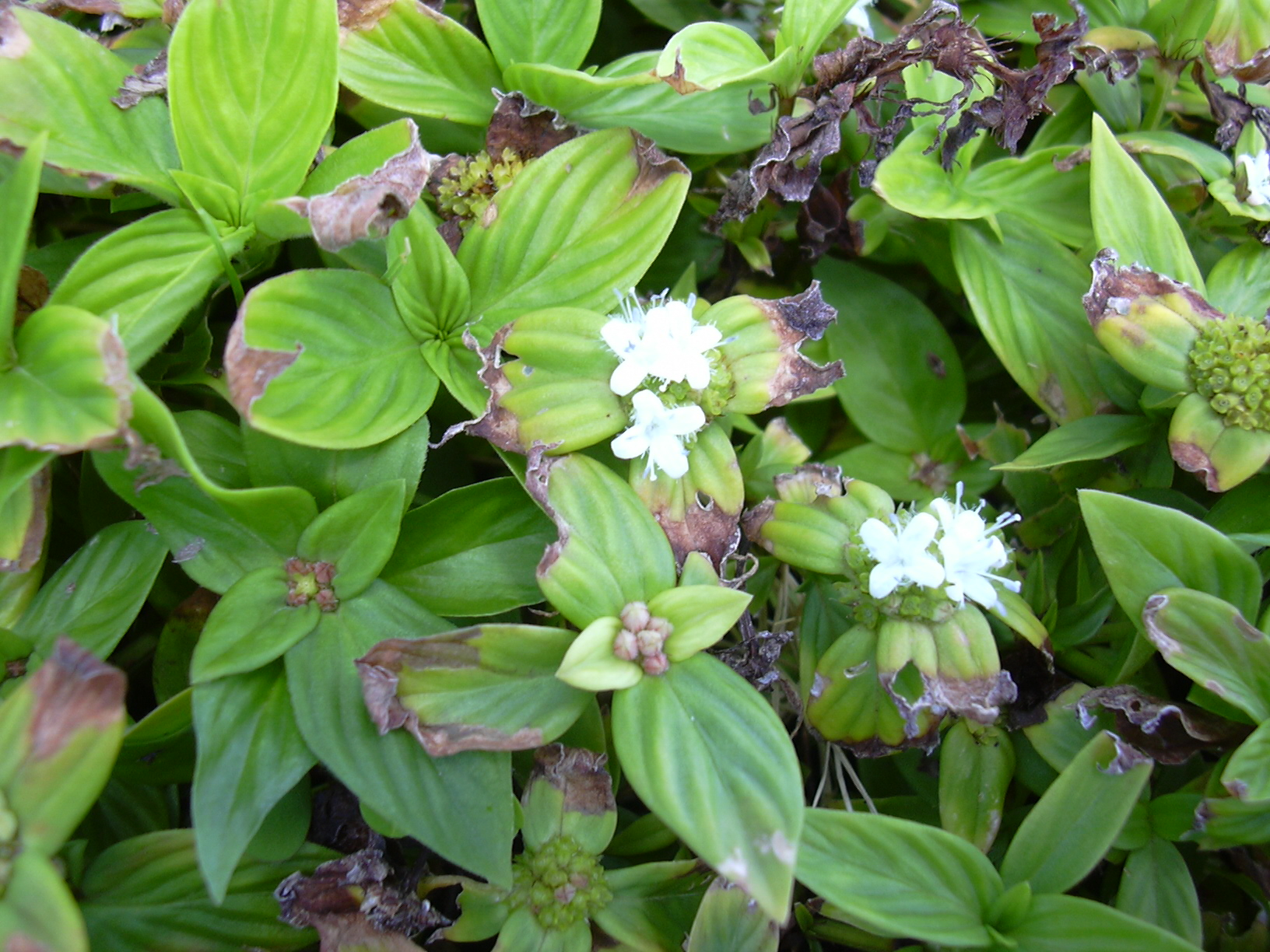
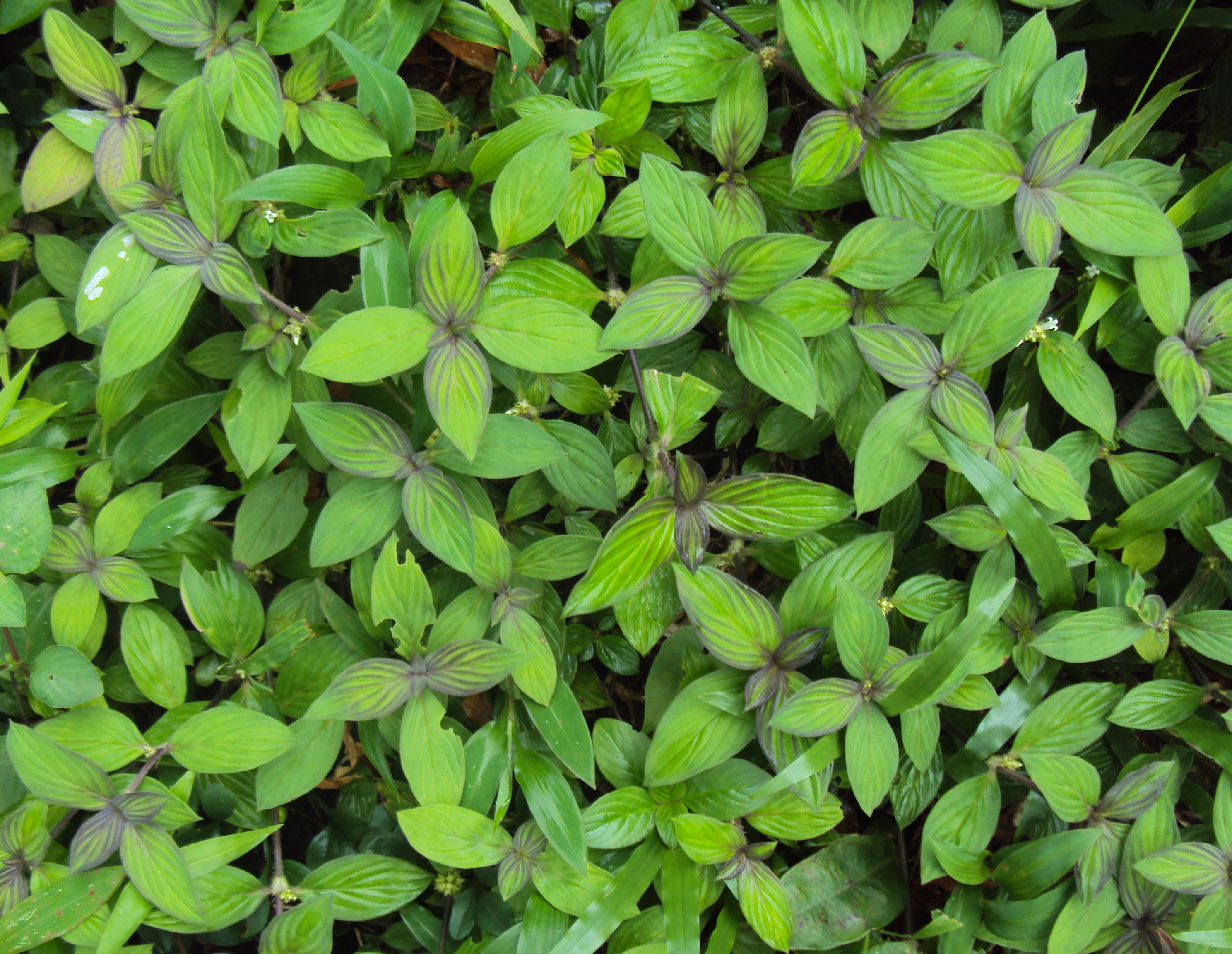
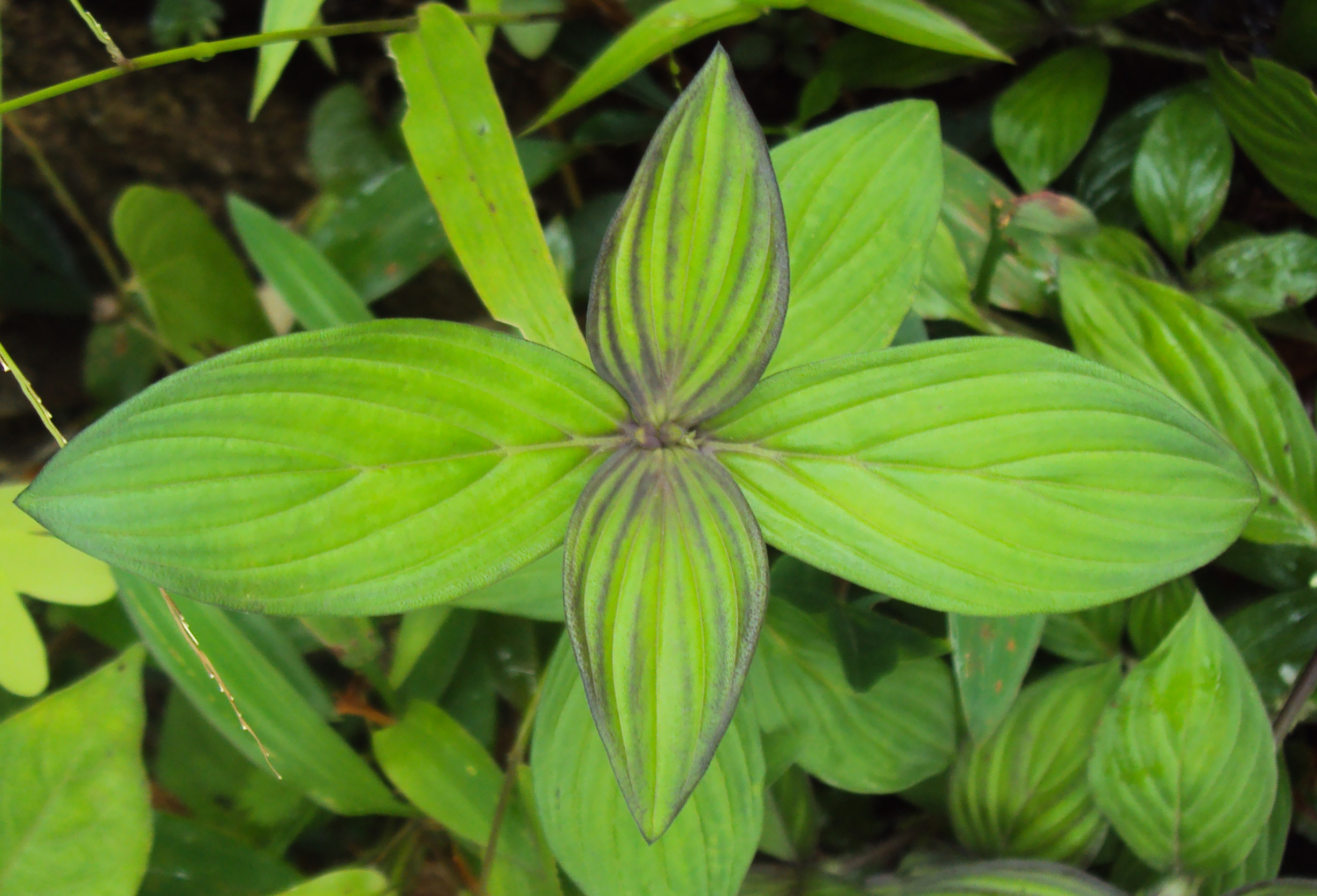

## Loài
Chi Spermacoce gồm các loài: